# Делмер, Сефтон
Денис Сефтон Делмер (24 мая 1904, Берлин, Германская империя — 4 сентября 1979, Ламарш, Эссекс, Великобритания) — британский журналист и пропагандист, более всего известный своей так называемой «чёрной» антинацистской пропагандой в годы Второй мировой войны.

## Биография
Родился в Берлине в семье профессора английской литературы в Берлинском университете, имевшего австралийское происхождение, и с рождения считался британским подданным, хотя до пятилетнего возраста говорил только по-немецки. После начала Первой мировой войны его семья была интернирована, а в 1917 году репатриирована в Великобританию. Образование получил в берлинской гимназии, школе Святого Павла в Лондоне и Линкольн-колледже в Оксфорде, где изучал филологию. После окончания университета некоторое время работал свободным журналистом, после чего поступил на работу в редакцию газеты Daily Express, возглавив её берлинское бюро. Часто бывал в Германии, где подружился с нацистом Эрнстом Рёмом и благодаря его посредничеству стал первым британским журналистом, взявшим в 1930 году интервью у Адольфа Гитлера. В 1933 году перешёл во французское бюро Daily Express. Активно освещал события Гражданской войны в Испании и вторжения Германии в Польшу в 1939 году.
После возвращения в Великобританию Делмер работал некоторое время в немецкой службе BBC, в сентябре 1940 года был завербован PWE (Political Warfare Executive) для организации радиопередач на немецком языке в стиле «чёрной пропаганды», что стало частью психологической войны Великобритании против Германии. Концепция передач состояла в том, чтобы всячески подрывать авторитет Гитлера и НСДАП, маскируясь формально под ярого сторонника нацизма. Усилиями Делмера было создано несколько вещавших подобные передачи радиостанций.
После окончания Второй мировой войны Делмер стал старшим корреспондентом Daily Express по освещению международных событий и оставался на этой должности до 1959 года, пока не был уволен. После этого он отправился в Ламарш, где провёл остаток жизни, написав несколько томов автобиографию, пьесу про Гитлера и ряд других книг.